# 밀애 (1970년 영화)
밀애(Darling Lili)는 미국에서 제작된 블레이크 에드워즈 감독의 1970년 영화이다. 줄리 앤드류스 등이 주연으로 출연하였고 블레이크 에드워즈 등이 제작에 참여하였다.

## 출연

### 주연
- 줄리 앤드류스
- 록 허드슨

### 조연
- 제레미 켐프
- 마이클 위트니
- 글로리아 폴
- 자크 마린
- 안드레 마란느

## 제작진
- 미술: 페르난도 카레르
- 의상: 도널드 브룩스
- 스턴트: 안소니 스퀴어